# Brigham (Québec)
Brigham è un comune del Canada, situato nella provincia del Québec, nella regione di Montérégie.